# نعيم (بني سويف)
قرية نعيم هي إحدى القرى التابعة لمركز بنى سويف في محافظة بني سويف في جمهورية مصر العربية. حسب إحصاءات سنة 2006، بلغ إجمالي السكان في نعيم 8932 نسمة، منهم 4626 رجل و4306 امرأة.